# Sabin ze Spoleto
Sabin ze Spoleto, wł. Sabino (Savino) di Spoleto (ur. w III wieku, zm. ok. 303 w Spoleto) – biskup i męczennik chrześcijański, święty Kościoła katolickiego.
Według niepewnego Passio z przełomu V i VI wieku, był biskupem jakiejś diecezji. Uważany był za biskupa Asyżu lub Faenzy. W czasach prześladowań chrześcijan, za panowania cesarza rzymskiego Maksymiana, miał być uwięziony za nawracanie pogan, najpierw w Asyżu i poddany torturom, a następnie przeniesiony do Spoleto. Tam, po kolejnych torturach zmarł. Pochowany został ok. 4 km od miasta.

## Kult
O wczesnym kulcie św. Sabina, jakim było nadanie jego imienia bazylice pod Spoleto, świadczą przekazy  m.in. historyka bizantyńskiego Prokopiusza z Cezarei (zm. 561) i kronikarza Pawła Diakona (zm. przed 800). Również Grzegorz I (zm. 604) świadczył o kulcie Sabina, a w Rawennie znajduje się mozaika ze świętym.
Jego wspomnienie liturgiczne obchodzone jest według Martyrologium Rzymskiego 7 grudnia (wcześniej 30 grudnia).

## Patronat
Święty Sabin jest patronem miasta Ivrea. W dniu liturgicznego wspomnienia ulicami odbywa się procesja z relikwiami św. Sabina.
Na obszarze Niemiec istniał w 1937 jeden kościół pod wezwaniem św. Sabina w Prenzlau. Ok. 1160–1170 był on też patronem klasztoru w Grobi na wyspie Uznam.

### Relikwie
Uważa się, że relikwie trafiły do Ivrei w 954 za sprawą księcia Konrada, syna uzurpatora Italii, margrabiego Berengara, który uciekł przed epidemią z ziemi ojca i schronił się w oddalonym od Spoleto o ok. 600 km mieście.

## Święty w numizmatyce
Istnieje przypisywana XII-wiecznemu księciu zachodniopomorskiemu Bogusławowi I emisja monety wzmiankująca świętego (typ Dannenberg 16).